# Sindżiwan
Sindżiwan (arab. سنجوان) – miasto w Syrii, w muhafazie Latakia. W 2004 roku liczyło 3163 mieszkańców.